# Rory Williams
Rory Arthur Williams – postać fikcyjna związana z brytyjskim serialem science-fiction pt. Doktor Who, w którą wcielił się Arthur Darvill. Rory był towarzyszem jedenastej inkarnacji Doktora, głównej postaci serialu. Postać ta pojawiała się regularnie w latach 2010-2012, występując w serii piątej, szóstej i w pierwszej części siódmej. Łącznie postać Rory'ego wystąpiła w 27 odcinkach, składających się na 23 historie.

## Za kulisami
Podczas castingu Darvill miał do przedstawienia dwie sceny z odcinka Jedenasta godzina oraz jedną z odcinka Wampiry w Wenecji. Wówczas wiedział o postaci Rory'ego tylko tyle, że jest chłopakiem Amy. Moffat stwierdził, że to, co przedstawił podczas castingu, było „po prostu śmieszne”. Darvill stwierdził, że czuł „zaszczyt” być częścią tego programu i był zadowolony z rozwoju postaci. Darvill wcześniej wystąpił już z odtwórcą głównej postaci, Mattem Smithem w sztuce Swimming with Sharks.

## Historia postaci
Rory w młodości mieszkał w miejscowości Leadworth i był przyjacielem Amy oraz Mels. Tak jak duża część mieszkańców Leadworth, wysłuchiwał opowieści Amy o jej tajemniczym „Doktorze w łachmanach”. Rory już od młodych lat wykazywał potajemne uczucia względem Amy.
W 2008 roku Rory pracował jako pielęgniarz w Royal Leadworth Hospital. Pewnego dnia zauważył, że nieprzytomni pacjenci zachowują się nietypowo, o czym powiadomił dyrekcję. Jednak dyrekcja nie uwierzyła i został zwolniony. Po wyjściu ze szpitala robił zdjęcia osobie, która powinna być w szpitalu w śpiączce, jednak nie jest. W tym momencie podbiegają do niego Amy i Doktor i wówczas ma okazję po raz pierwszy zobaczyć Doktora, o którym bardzo dużo mówiła dawniej Amy. W zespole z Doktorem i Amy rozwiązują problem „Więźnia Zero” i tym samym ratują świat. Jednak po skończonej akcji Doktor biegnie do TARDIS zobaczyć nowe wnętrze i nie pojawia się później przez 2 lata. Po tych wydarzeniach Rory zaręczył się z Amy i razem poszukiwali najnowszych teorii naukowych, mając nadzieję, że wkrótce znajdą Doktora
W 2010 do Amy przyleciał Doktor i zabrał ją w podróż, jednak Rory o niczym początkowo nie wiedział, bo wówczas był poza Leadworth. Dopiero kiedy Rory spędza czas na wieczorze kawalerskim, to z tortu wyskakuje Doktor i zaprasza go do TARDIS na wycieczkę, mającą być prezentem ślubnym. Razem z Doktorem i Amy odbył wówczas podróż do Wenecji w 1580 roku. Po tej wycieczce pod namową Amy Rory zgadza się kontynuować podróż i odwiedza m.in. walijską wieś Cwmtaff w 2020 roku. Podróż jednak do Cwmtaff okazała się dla niego być bardzo pechowa, ponieważ wskutek różnych wydarzeń zostaje postrzelony przez siluriankę, Alaya'ę, a zaraz po tym usunięty z historii, przez co o jego istnieniu pamięta tylko Doktor.
Rory odradza się jako centurion przez koalicję wrogów Doktora, składających się m.in. z Daleków, Cybermenów oraz Judoonów, którzy na podstawie wspomnień Amy oraz jej książce o rzymskich wojownikach stworzyli rzymski legion. Rory, kiedy rozpoznaje Amy od razu ratuje ją przed Cybermenem, po czym przypomina Amy kim jest. Jednak przez to, że rzymski legion, w tym Rory na nowo zostali podporządkowani koalicji, która właśnie uwięziła Doktora w Pandorice, nie z własnej woli zabija on Amy. Jakiś czas po tym Rory, na których rękach znajduje się Amy, spotyka Doktora pochodzącego z przyszłości, który nakazuje mu, aby wydostał jego samego z Pandoriki za pomocą śrubokrętu sonicznego, a na jego miejsce wsadził Amy, która dzięki Pandorice ożyje. Rory tak zrobił, a Doktor, który wyszedł z Pandoriki zaproponował mu, by przeniósł się z nim o 2000 lat, jednak on się nie zgadza, tłumacząc, że dzięki temu Amy w Pandorice będzie bezpieczniejsza. Po 2000 lat Rory stał się strażnikiem w muzeum, w którym znajduje się Pandorika. W pewnym momencie na miejsce przybywa Doktor oraz młodsza Amy, a sama Pandorika z Amy się otwiera. Po pewnym czasie Doktor zostaje zabity i końcówką swoich sił doczołguje się do Pandoriki, by wraz z nią wlecieć do stale eksplodującej TARDIS. W ten sposób cofa oraz zmienia on czas, a Rory budzi się w dniu swojego ślubu z Amy. On sam, w przeciwieństwie do Amy kompletnie nic nie pamięta o Doktorze i dopiero dźwięk TARDIS przypomina mu o nim. Po zabawie weselnej wraz z Amy odlatuje w TARDIS.
Po weselu Amy i Rory powiedzieli swoim przyjaciołom, że udali się na tzw. miesiąc miodowy do Tajlandii, lecz zamiast tego podróżowali przez czas i przestrzeń. Noc poślubną spędzili oni w swojej kwaterze na TARDIS-ie, kiedy to TARDIS przechodziło przez wir czasowy. W tym momencie nieświadomie Amy poczęła dziecko, a fakt poczęcia na TARDIS sprawił pewne mutacje. Późniejszy czas Amy i Rory spędzili bez Doktora na asteroidzie, a potem na pokładzie międzygwiezdnego statku kosmicznego, który w pewnym momencie, gdyby nie Doktor, zderzyłby się z planetą.
Amy i Rory w pewnym momencie wrócili na Ziemię i zaczęli prowadzić normalne życie. Wkrótce dostali zaproszenie od Doktora na wyjazd nad jezioro Silencio w Utah na 22 kwietnia 2011. Rory i Amy udali się we wskazane miejsce i spotkali tam Doktora i River. Chwilę później byli świadkami śmierci Doktora z rąk tajemniczego astronauty, wychodzącego z jeziora. Jak się później okazało, była to przyszła wersja Doktora, który rozesłał zaproszenia, wiedząc, że umrze, natomiast młodsza wersja Doktora również dostała zaproszenie, spotkała się z towarzyszami i razem poznała Zakon Ciszy. Razem z młodszym Doktorem i Amy, Rory był na statku pirackim z XVII wieku, poznał uczłowieczoną TARDIS oraz zapoznał się z problemem klonowania w XXII wieku. Po pewnym czasie Doktor odkrył, że w rzeczywistości podróżuje z klonem Amy, dlatego zniszczył klona i tym samym obudził Amy, która tak naprawdę od momentu sprzed wyjazdu nad jezioro Silencio spała na asteroidzie Demons Run.
Doktor i Rory, wraz z różnymi znajomymi Doktora zaplanowali atak na Demons Run, gdzie Amy wraz z jej właśnie urodzonym dzieckiem byli przetrzymywani przez Zakon Ciszy i Madame Kovarian. Ich atak udał się częściowo, bo udało się wymusić ucieczkę żołnierzy i pracowników Demons Run, a także odzyskać Amy, jednak wspólne dziecko Amy i Rory'ego, nazwane przez Amy „Melody” zostało zabrane przez Madame Kovarian. W późniejszym czasie Doktor, Amy i Rory razem postanowili szukać Melody w wieku dziecięcym. Uniemożliwiła im to przyjaciółka Amy i Rory'ego, Mels, która później okazała się tą samą osobą co Melody oraz River, tylko że w innym wcieleniu. W następnych przygodach Doktor, Amy i Rory poznają tajemniczy świat dużych lalek wykreowany przez dziecko, planetę Apalapucia, gdzie Amy przez pewien czas samotnie musiała się bronić przed robotami oraz hotel, z którego nie było wyjścia. W pewnym momencie Doktor, wiedząc o tym, że za niedługo umrze, postanowił rozstać się z Amy i Rory'm. Rory, tak samo, jak Amy oraz Doktor pojawia się w alternatywnej rzeczywistości stworzonej przez River poprzez odmowę w zabiciu Doktora. Kiedy udaje się przywrócić normalny bieg wydarzeń, River przychodzi do domu Amy i Rory'ego z informacją, że Doktor nie został zabity.
Doktor około 2 lata po tych wydarzeniach odwiedza Amy i Rory'ego w święta. Po tym Doktor przez pewien czas nie odwiedzał ich. W tym czasie Amy rozstała się z Rorym, bez jakichkolwiek wyjaśnień. W pewnym momencie Doktor, a także Amy i Rory zostali uprowadzeni przez Daleków, by im pomóc. Podczas tej przygody Amy zwierza się Rory'emu, że zostawiła go z powodu swojej niepłodności, która była skutkiem wydarzeń na Demons Run. Skutkiem wspólnej rozmowy było to, że Amy i Rory wrócili do siebie, a także Doktor postanowił częściej odwiedzać ich i zabierać na kolejne przygody Po tym wydarzeniu odwiedzili m.in. opuszczony statek kosmiczny Silurian, na którym są dinozaury oraz miasteczko Mercy. Byli także świadkami inwazji małych, czarnych sześcianów, które po pewnym czasie spowodowały śmierć wielu milionów ludzi.
W pewnym momencie Doktor zabiera Amy i Rory'ego do Nowego Jorku w 2012 roku. Po pewnym czasie Rory zostaje wysłany w przeszłość, do roku 1938 przez Płaczące Anioły. Doktor i Amy, w ekipie z River chcą mu pomóc, jednak przez to, że zobaczył własną śmierć, nie może nic zrobić i dlatego postanawia skoczyć z wysokiego budynku i tym samym zniszczyć wszystkie Anioły, a widząc to Amy postanawia skoczyć wraz z nim. Razem budzą się na cmentarzu nowojorskim w 2012, jednak jeden z niedobitych Aniołów cofa Rory'ego i już tego nie można cofnąć, ponieważ taki paradoks zniszczyłby cały Nowy Jork. Zrozpaczona po stracie swojego męża Amy postanawia również dotknąć Anioła, by przeżyć resztę życia z Rory'm. Umarł ostatecznie w wieku 82 lat i został pochowany w tym samym miejscu co Amy.

## Występy telewizyjne
| Historia                                    | Historia                                 | Data premiery         | Źródło               |
| Nazwa polska                                | Nazwa oryginalna                         | Data premiery         | Źródło               |
| Seria 5 (2010)                              | Seria 5 (2010)                           | Seria 5 (2010)        | Seria 5 (2010)       |
| ------------------------------------------- | ---------------------------------------- | --------------------- | -------------------- |
| Jedenasta godzina                           | The Eleventh Hour                        | 3 kwietnia 2010       | [ 6 ] [ 26 ]         |
| Wampiry w Wenecji                           | The Vampires of Venice                   | 8 maja 2010           | [ 8 ] [ 27 ]         |
| Wybór Amy                                   | Amy’s Choice                             | 15 maja 2010          | [ 28 ] [ 29 ]        |
| Głodna Ziemia Zimna krew                    | The Hungry Earth Cold Blood              | 22 – 29 maja 2010     | [ 9 ] [ 30 ] [ 31 ]  |
| Otwarcie Pandoriki Wielki Wybuch            | The Pandorica Opens The Big Bang         | 19 – 26 czerwca 2010  | [ 32 ] [ 33 ] [ 34 ] |
| Odcinki specjalne (2010)                    |                                          |                       |                      |
| Opowieść wigilijna                          | A Christmas Carol                        | 25 grudnia 2010       | [ 35 ] [ 13 ]        |
| Seria 6 (2011)                              |                                          |                       |                      |
| Niemożliwy astronauta Lądowanie na Księżycu | The Impossible Astronaut Day of the Moon | 23 – 30 kwietnia 2011 | [ 14 ] [ 36 ] [ 37 ] |
| Klątwa czarnej plamy                        | The Curse of the Black Spot              | 7 maja 2011           | [ 38 ] [ 15 ]        |
| Żona Doktora                                | The Doctor’s Wife                        | 17 maja 2011          | [ 39 ] [ 16 ]        |
| Zbuntowane ciało Prawie ludzie              | The Rebel Flesh The Almost People        | 21 – 28 maja 2011     | [ 17 ] [ 40 ] [ 41 ] |
| Dobry człowiek idzie na wojnę               | A Good Man Goes to War                   | 4 czerwca 2011        | [ 11 ] [ 42 ]        |
| Zabijmy Hitlera                             | Let's Kill Hitler                        | 27 sierpnia 2011      | [ 7 ] [ 43 ]         |
| Nocne koszmary                              | Night Terrors                            | 3 września 2011       | [ 44 ] [ 18 ]        |
| Dziewczyna, która czekała                   | The Girl Who Waited                      | 10 września 2011      | [ 45 ] [ 19 ]        |
| Kompleks Boga                               | The God Complex                          | 17 września 2011      | [ 20 ] [ 46 ]        |
| Godzina zamknięcia                          | Closing Time                             | 24 września 2011      | [ 47 ] [ 48 ]        |
| Ślub River Song                             | The Wedding of River Song                | 1 października 2011   | [ 21 ] [ 49 ]        |
| Odcinki specjalne (2011)                    |                                          |                       |                      |
| Doktor, wdowa i stara szafa                 | The Doctor, the Widow and the Wardrobe   | 25 grudnia 2011       | [ 22 ] [ 50 ]        |
| Seria 7 (2012–2013)                         |                                          |                       |                      |
| Planeta obłąkanych Daleków                  | Asylum of the Daleks                     | 1 września 2012       | [ 23 ] [ 51 ]        |
| Dinozaury na statku kosmicznym              | Dinosaurs on a Spaceship                 | 8 września 2012       | [ 10 ] [ 52 ]        |
| Miasteczko Mercy                            | A Town Called Mercy                      | 15 września 2012      | [ 53 ] [ 24 ]        |
| Potęga trójki                               | The Power of Three                       | 22 września 2012      | [ 25 ] [ 54 ]        |
| Anioły na Manhattanie                       | The Angels Take Manhattan                | 29 września 2012      | [ 1 ] [ 55 ]         |